# NGC 210
NGC 210 est une galaxie spirale intermédiaire située dans la constellation de la Baleine. NGC 210 a été découverte par l'astronome germano-britannique William Herschel en 1785.

## Caractéristiques
Sa vitesse par rapport au fond diffus cosmologique est de 1 318 ± 22 km/s, ce qui correspond à une distance de Hubble de 19,4 ± 1,4 Mpc (∼63,3 millions d'al).
À ce jour, 17 mesures non basées sur le décalage vers le rouge (redshift) donnent une distance de 18,324 ± 2,989 Mpc (∼59,8 millions d'al), ce qui est à l'intérieur des valeurs de la distance de Hubble.
La classe de luminosité de NGC 210 est II et elle présente une large raie HI.
Selon la base de données Simbad, NGC 210 forme une paire de galaxies, sans préciser le second membre. Il s'agit peut-être de MCG -02-02-082, située au Nord-Est de NGC 210. La distance de Hubble de MCG -02-02-082 est égale à 120,10 ± 8,41 Mpc (∼392 millions d'al), ce qui signifie qu'il s'agit dans ce cas d'une paire purement optique.

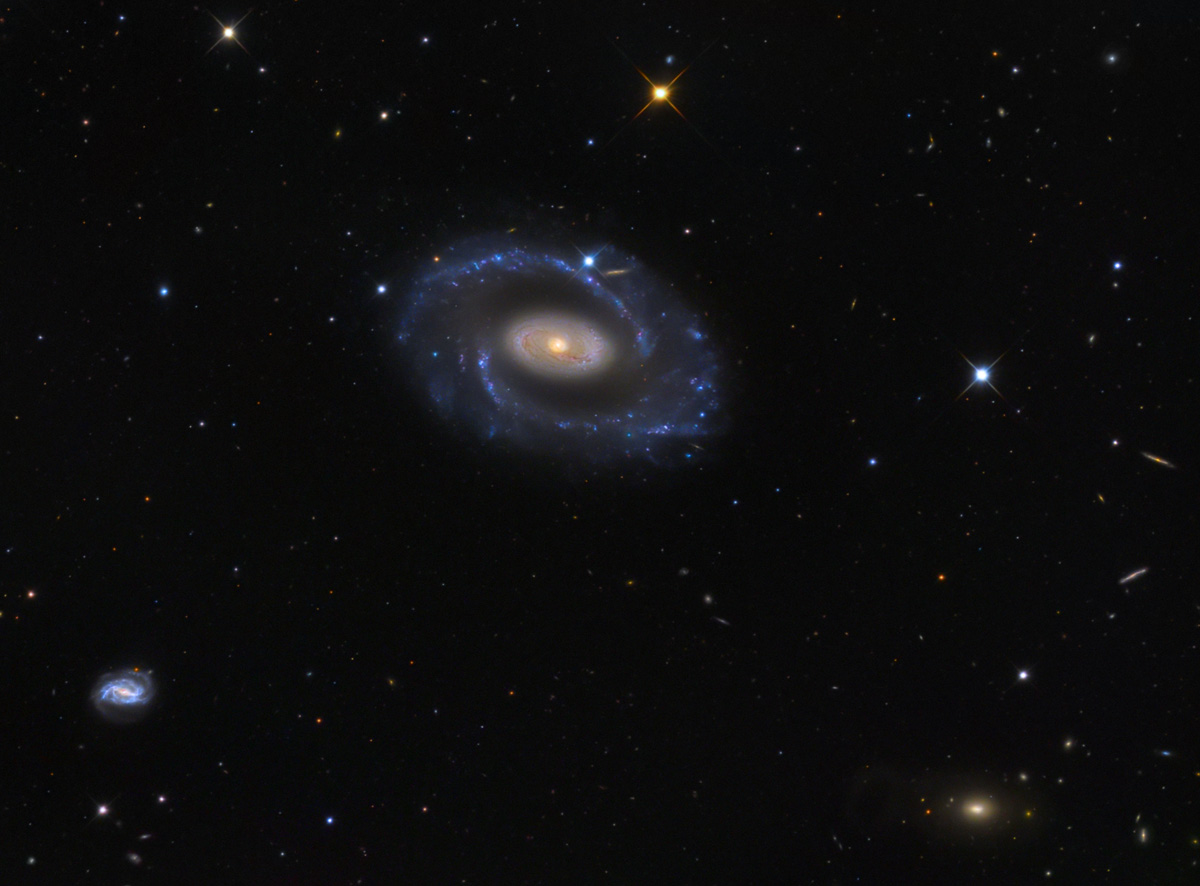
NGC 210 par Adam Block (Observatoire du mont Lemmon/Université de l'Arizona).

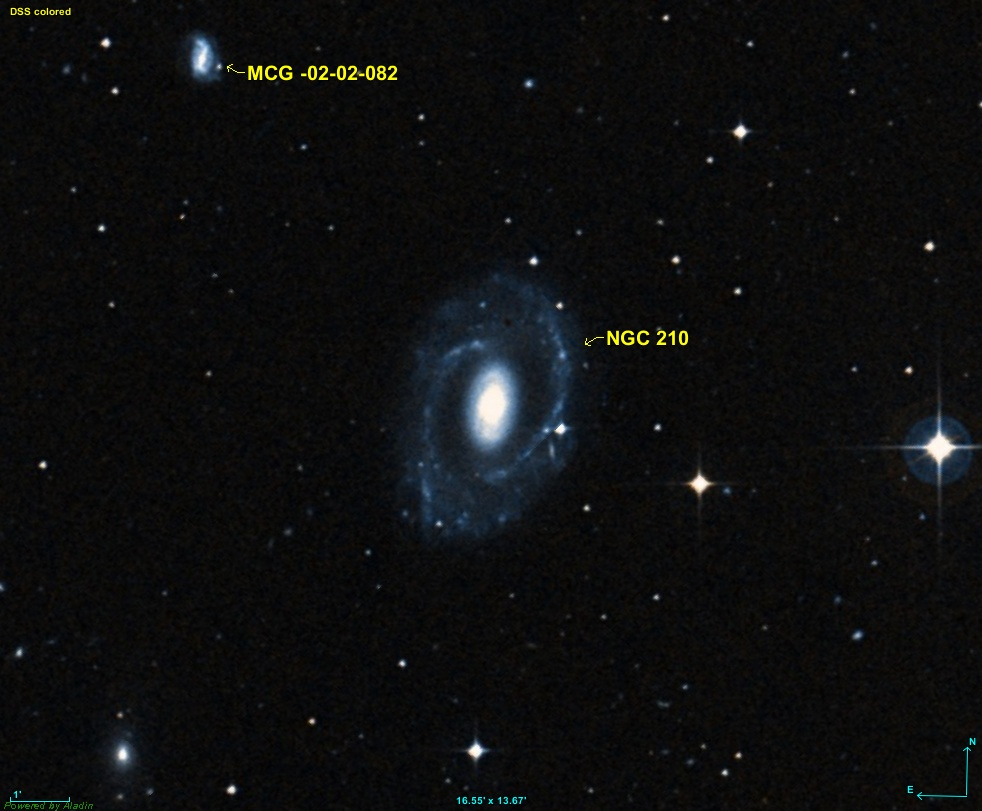
NGC 210 et MCG -02-02-082 (image DSS).

## Morphologie
NGC 210 a été utilisée par Gérard de Vaucouleurs comme une galaxie de type morphologique (R2')SAB(s)b dans son atlas des galaxies,.
Eskridge, Frogel et Pogge ont publié un article en 2002 décrivant la morphologie de 205 galaxies spirales ou lenticulaires rapprochées. Les observations ont été réalisées dans la bande H de l'infrarouge et dans la bande B (le bleu). Selon Eskridge et ses collègues, NGC 210 est de type (R)Sab dans la bande B et de type (R)SB0/a dans la bande H. NGC 210 présente un fort bulbe traversé par une épaisse barre très contrastée et se terminant par des anses. Un pâle anneau extérieur dont le motif en spirale est à peine visible entoure la galaxie. Cet anneau renferme des régions de formation d'étoiles. 

## Supernova
La supernova SN 1954R a été découverte dans NGC 210 le 7 septembre 1954 par l'astrophysicien américano-suisse Fritz Zwicky. Le type de cette supernova n'a pas été déterminé.